# Estrelles de mar
Els asterozous (Asterozoa), coneguts popularment com a estrelles de mar o esteles marines, són una subembrancament d'equinoderms que formen un clade monofilètic que inclou les conegudes estrelles de mar a més de nombroses espècies fòssils.

## Característiques
Com la resta d'equinoderms, són animals marins bentònics que presenten una simetria bilateral al principi de l'embriogènesi però, ràpidament, adquireixen simetria radial en les formes adultes o subadultes. També comparteixen el sistema ambulacral, que es fa servir per a desplaçar-se i conduir l'aliment cap a la boca. Tanmateix, són trets característics del grup el fet de mantenir la boca dirigida cap al fons marí, la seva mobilitat (altres membres dels equinoderms són sèssils com els crinoïdeus), i el cos amb forma de disc del qual surten cinc o més braços.

## Taxonomia
Els asterozous inclouen quatre classes, dues d'elles fòssils:
- Classe Asteroidea De Blainville, 1930
- Classe Ophiuroidea Gray, 1840
- Classe Somasteroidea Spencer, 1951 †
- Classe Stenuroidea Spencer, 1951 †

## Galeria

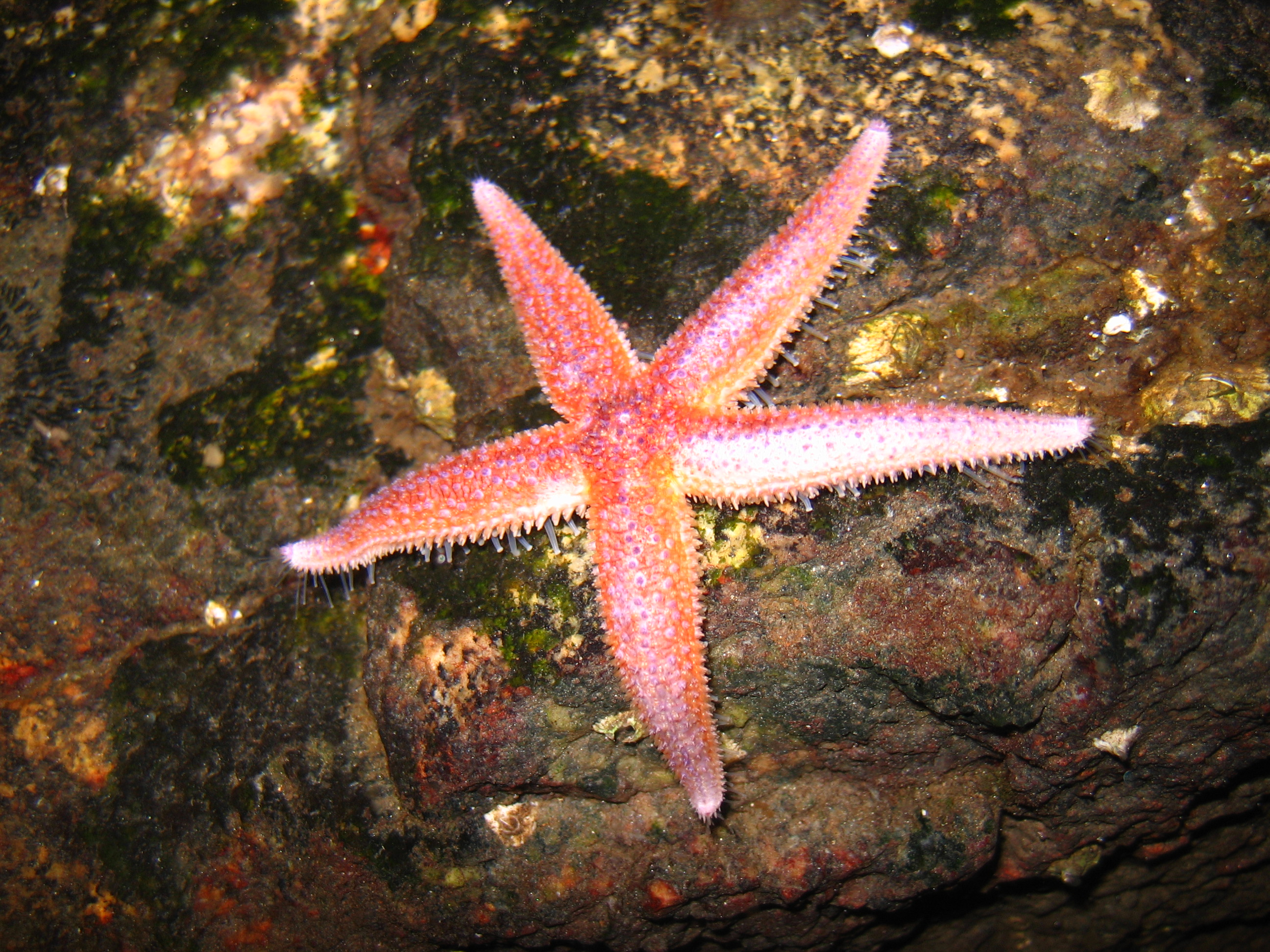
Morfologia típica d'un asteroïdeu (estrelles de mar «veritables»)
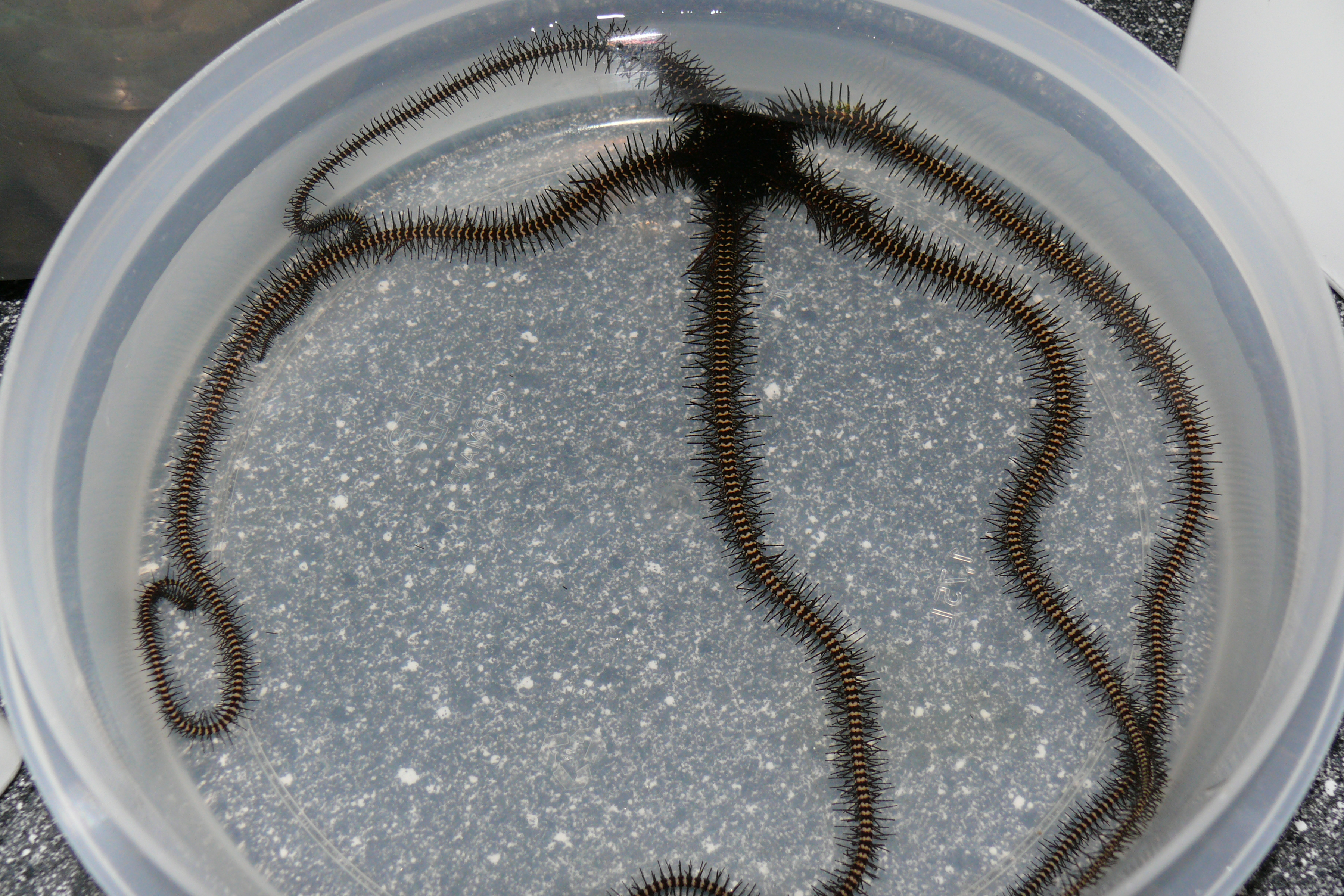
Morfologia d'una estrella de mar amb potes
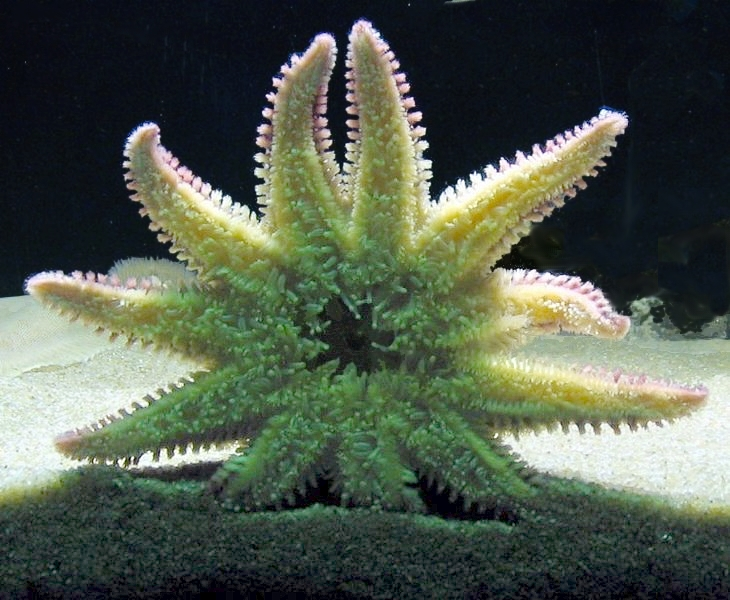
Un membre del subfílum dels asterozous. La simetria pentaradial tot i ser predominant en el grup no és un tret distintiu del subfílum